# Cloncurry Shire
Koordinaten: 20° 42′ S, 140° 30′ O

Das Shire of Cloncurry ist ein lokales Verwaltungsgebiet (LGA) im australischen Bundesstaat Queensland. Das Gebiet ist 47.971 km² groß und hat etwa 3032 Einwohner.

## Geografie
Das Shire liegt im Nordosten des Staats etwa 1480 km nordwestlich der Hauptstadt Brisbane.
Größte Stadt und Verwaltungssitz der LGA ist die Stadt Cloncurry mit etwa 2400 Einwohnern. Weitere Ortschaften sind Dajarra, Duchess, Four Ways, Kuridala, Selwyn und Three Rivers.

## Geschichte
Benannt sind Shire und Hauptort nach dem Cloncurry River, der wiederum vom Australienforscher Robert O’Hara Burke nach seiner Cousine Lady Elizabeth Cloncurry benannt wurde. In den 60er Jahren des 19. Jahrhunderts wuchs der Ort als Bergbaustadt und wurde 1884 zu einem eigenen Verwaltungsbezirk.

## Verwaltung
Der Cloncurry Shire Council hat fünf Mitglieder. Der Mayor (Bürgermeister) und vier weitere Councillor werden von allen Bewohnern des Shires gewählt. Die LGA ist nicht in Wahlbezirke unterteilt.